# النسخية
النسخة Kopimism دين جديد أسسه عام 2010 على يد مراهق سويدي يدعى إيزاك (اسحق) جيرسون وهو طالب فلسفة في جامعة ستوكهولم. يطلق على أتباع هذه الديانة الجديدة اسم النسخيون Kopimists وهي مشتقة من عبارة انسخني Copy Me الإنجليزية.

## الاعتراف بالنسخية
حاول جيرسون وأتباعه فور تأسيس هذه الديانة الحصول على اعتراف رسمي لهم في السويد ولكن قوبل طلبهم بالرفض من قبل الحكومة السويدية في يوليو 2011م بحجة أن هذه الديانة ليس لها معابد ولا طقوس أو شعائر ولا مبادئ منصوص عليها.
بعد رفض الحكومة السويدية الاعتراف بهم، اختار أتباع هذه الديانة ايزاك جيرسون زعيما روحيا لهم وتم اعداد مجموعة من التعاليم والطقوس وأسسوا معبدا (كنيسة) تحت اسم النسخية للتبشير بهذه الديانة وأعادوا الطلب بالاعتراف بهم مجددا من قبل الحكومة السويدية وهذا ما تم بالفعل حيث اعترف بهم رسميا في السويد كديانة مستقلة في 5 يناير 2012م وبذلك حققت هذه الديانة أول انتصار لها.

## بعض مبادئها
ولدت هذه الديانة من رحم التقنية الحديثة وعلوم الحاسبات ونظم المعلومات وتقوم على أساس نسخ تبادل الملفات الإلكترونية ونشرها بين الناس من أجل الحرية وإنقاذ العالم ونشر الفضيلة.
تؤمن هذه الديانة بحرية التدين بأي دين آخر وبقدسية المعلومة وقدسية البحث عنها وكذلك تبادل المعلومات ونسخها ونقلها في سبيل الخير للفرد وللآخرين.
من مبادئ هذه الديانة التعايش مع وبين والديانات الأخرى مهما كانت طبيعتها ما دامت لا تؤذي الآخرين.
تعارض هذه الديانة ما يسمى حقوق الملكية للمعلومة Copyright
شعار الديانة ينطلق من مبدأ النسخ واللصق المعروف في عام الإنترنت والذي يحتوي على مختصرات للأزرار الموجودة في لوحة المفاتيح والمعروفة بــ (Ctrl + C) لعملية النسخ و(Ctrl + V) لعملية اللصق.